# Руперт Френд
Руперт Френд (енгл. Rupert Friend; 1. октобар 1981) британски је глумац познат по улогама Џорџа Викама у адаптацији романа Гордост и предрасуде из 2005, Керта Котлера у ратној драми Дечак у пругастој пиџами из 2008, принца Алберта у биографском филму Млада Викторија из 2009. и Питера Квина у серији Домовина, која му је донела номинацију за награду Еми.